# Kvadrat
Kvadrat è un lungometraggio documentario del 2013 scritto, prodotto e diretto da Anatolij Ivanov. Il film esplora le realtà della professione del techno DJ sull'esempio del DJ russo Andrej Puškarev. Girato come ibrido tra road movie e video musicale, Kvadrat mostra non solo il clima di festa dei night club, ma rivela anche il lato meno conosciuto di questa professione. Girato in Svizzera, Francia, Ungheria, Romania e Russia, il film omette gli elementi tipici documentari: non ci sono intervista, nessuna voce fuori campo che spiega, niente fatti e ciffre. La priorità è data alla riccamente suonata musica techno, lasciando un'interpretazione dettagliata al visualizzatore.
In termini di cinematografia, Kvadrat si differenzia con un lavoro originale del operatore con il colore, raffinato design del suono, particolare attenzione ai dettagli e una mancanza di struttura drammatica convenzionale, tutto raggiunto nonostante un budget di soli 100 000 EUR.

## Trama
Il DJ Andrej Puškarev si sveglia nel suo appartamento di Mosca, raccoglie dischi in vinile e si dirige al aeroporto Domodedovo, da dove prende un volo per Zurigo. All'arrivo, lo incontra il promoter del club Supermarket. In seguito, dopo che Puškarev si addormenta in albergo, in mezza la notte all'improvviso lo sveglia l'iPhone. Lui si veste e val al lavoro nel club. Dopo aver finito la sua DJ set, lui prende un treno per Ginevra. Durante il viaggio, invece di ammirare la bellezza alpina, dorme.
Dopo una breve visita da amici (se da un'amica o amico – non viene mostrato), si siede su un aereo per tornare indietro a Mosca. In questo modo, conclude il primo "loop del trama", che dopo si mostra con lievi variazioni nel corso del film, come metafora per il loop musicale nelle composizioni techno.
Nel suo appartamento di Mosca, dopo rapide risposte alle domande sul booking tramite Skype, Puškarev consulta la sua vasta collezione di dischi in vinile, preparandosi per i suoi prossimi spettacoli. Rasandosi se ne va di nuovo, questa volta in taxi alla stazione ferroviaria Leningradskij, dove si siede su un treno per San Pietroburgo.
Arrivando a San Pietroburgo, aspetta a casa di un amico, ascoltando nuove tracce musicali sul sito del negozio online Beatport. Dopo il tramonto, lui va con gli organizzatori della serata nel BarakobamaBar, dove suona un altro set. All'alba, a fine serata, esce dal club con gli amici, ma decidendo di fare un giro a piedi per i vuoti cortili di San Pietroburgo li saluta vicino alla metro. Tra un paio di ore lo aspetta il ritorno verso Mosca.
Al suo arrivo a Mosca, ripetendo di nuovo il "loop del trama", va a trovare i suoi amici, dove dietro una tazza di tè, discutono la differenza significativa tra le feste di giorno e di notte, esprimendo il suo desiderio di suonare la musica techno di giorno, per portare l'industria del clubbing di più verso un modo di vivere sano.
Dopo l'ennesimo viaggio in metro, lui suona nel club moscovita Mir, e dopo se ne va di nuovo a Ginevra. Lì si siede di nuovo sullo stesso treno, che c'è all'inizio del film, ma nel verso opposto, ruotando nel «loop» nella direzione di Olten passando da Berna. Il pormoter che lo incontra va con Andrej direttamente nel club Terminus, dove i problemi tecnici interferiscono con l'esibizione. Il giradischi Technics SL-1210 rifiuta di passare da 45 a 33 giri al minuto. Più tardi, un tecnico del club tocca con il gomito il braccetto del giradischi, strappando la puntina dal vinile. Stanco, Puškarev va con il taxi in albergo, dove controlla di nuovo le richieste di booking sul suo notebook.
Al mattino si siede su un treno per Losanna, dove fa cambio su un TGV per Parigi. Dopo aver suonato al bar 4 éléments, Puškarev continua il suo tour con il volo SWISS per Budapest, facendo scalo a Zurigo hub.
Chi lo incontra a Budapest lo conduce a Kecel, dove lui suona nel club Korona davanti ad un pubblico numeroso. Addormentandosi in macchina sulla via del ritorno a Budapest, lui perde di vista le belle strade del centro di Budapest, addobbate per le feste di Capodanno. In albergo gli rimangono solo poche ore per rifare la valigia, prima di andare di nuovo all'aeroporto, rinnovando così, un ennesimo «loop del trama».
Lui va di nuovo all'aeroporto di Zurigo, dove ha una coincidenza per Bucarest.
Prendendolo all'aeroporto, lo portano a Craiova, dove lui si esibisce nel club Krypton senza alcun riposo.
Il giorno dopo, lui dorme in macchina durante un lungo e lento viaggio verso Cluj-Napoca ostacolati dall'abbondante nevicata del febbraio 2012, una delle più letali nella storia della Romania, tutto per arrivare nel club Midi. Lui suona per un pubblico molto entusiasta e poi all'improvviso si sveglia di nuova nella stessa macchina BMW sulle stesse strade nevicate.
Infine, lui arriva alla spiaggia, guardando le onde e il tramonto del sole lentamente se ne va, lasciando la sua borsa di vinili sulla sabbia.

## Produzione
A causa dei limiti di budget, Anatolij Ivanov ha lavorato al film come sceneggiatore, co-produttore, regista, operatore, montatore e fonico.

### Sviluppo
Anatolij Ivanov ha formulato l'idea di Kvadrat dopo le riprese e il montaggio del cortometraggio di 30 minuti in lingua cantonese su un festival privato di arti marziali di Hong Kong, nel febbraio 2011. Dopo di che, ha proposto a Andrej Puškarev di girare un film documentario realistico sul lavoro del DJ, quando i due si incontrarono nell'appartamento del regista a Parigi.
Anatolij Ivanov ha unito le forze con Jurij Rysev per finanziare il progetto da fonti private, inizialmente sbagliando le misure del budget di 5 volte. Il suo approccio radicale alla cinematografia ha permesso di girare un lungometraggio in 5 paesi, nonostante un piccolo budget, in particolare, per il fatto che tutti i soggetti coinvolti hanno lavorato volontariamente e senza alcun compenso economico.

### Luoghi delle riprese
Kvadrat è stato girato in:
- Svizzera
  - Zurigo
  - Ginevra
  - Olten
- Francia
  - Parigi
  - Marsiglia
- Ungheria
  - Budapest
  - Kecel
- Romania
  - Bucarest
  - Craiova
  - Cluj-Napoca
- Russia
  - Mosca
  - San Pietroburgo
  - Iževsk
  - Votkinsk
  - Stepanovo, Udmurtia

E anche durante i voli regolari delle compagnie aeree SWISS e Ižavia, attraversamenti ferroviari con SBB CFF FFS, RŽD e viaggi con TPG di Ginevra, metropolitana di San Pietroburgo e Mosca.

### Riprese
La lavorazione erano iniziate il 27 agosto del 2011, finite il 16 luglio 2012 per un totale di 55 giorni (contando il tempo che ha funzionato la cinecamera).
Il film è stato girato in formato 1080p HD con un paio di camere Canon 1D mark IV usando solo due foto obiettivi Canon.
La troupe era costituita da una sola persona. Anatolij Ivanov girava il video e registrava il suono, portando addosso tutta l'attrezzatura. Lui non usava dolly, gru, louma, steadicami, treppiedi e attacchi per macchine e ha girato interamente Kvadrat a mano. Le riprese venivano prodotte senza illuminazione aggiuntiva.

### Montaggio e post-produzione
Montaggio in Final Cut Pro X e post produzione sono iniziate subito dopo la fine delle riprese. Il processo è durato un anno a Ginevra e si è complicato a causa di problemi tecnici, come il ritocco del materiale girato: anche le strutture informatiche erano inadeguate (un MacBook Pro del 2011 e un paio di cuffie Sony MDR7506).

### Colonna sonora
Il film contiene 35 tracce suonate dal DJ Andrey Pushkarev, mostrando diversi generi techno di musica, da deep house a dub techno, da minimal techno a electro  :
1. “Abyss” by Manoo – Deeply Rooted House, 2008
2. “Direct” by Kris Wadsworth – NRK Sound Division, 2009
3. “La Grippe (Helly Larson Remix)” by George Soliis – Wasabi, 2011
4. “Air” by Havantepe – Styrax Leaves, 2007
5. “Mauna Loa” by Mick Rubin – Musik Gewinnt Freunde, 2009
6. “Soul Sounds (Freestyle Man Original Dope Remix)” by Sasse – Moodmusic, 2005
7. “Tammer (David Duriez Remix From Da Vault)” by Phonogenic – 20:20 Vision, 2000
8. “Track B1” by Slowhouse Two – Slowhouse Recordings, 2008
9. “Post” by Claro Intelecto – Modern Love, 2011
10. “Acid Face” by Scott Findley – Iron Box Music, 2003
11. “Warriors” by Two Armadillos – Secretsundaze Music, 2007
12. “Grand Theft Vinyl (JV Mix)” by Green Thumb vs JV – So Sound Recordings, 2004
13. “Tobacco (Alveol Mix)” by Kiano Below Bangkok – Only Good Shit Records, 2011
14. “When The Dark Calls” by Pop Out and Play – Alola, 2001
15. “Circular Motion (Vivid)” by Christian Linder – Phono Elements, 2002
16. “Blacktro (Demo 1)” by Jerome Sydenham and Joe Claussell – UK Promotions, 2007
17. “Green Man” by Mr. Bizz – Deepindub.org, 2008
18. “Tahiti” by Ben Rourke – Stuga Musik, 2011
19. “Willpower” by Joshua Collins – Prolekult, 2002
20. “Lullaby For Rastko (Herb LF Remix)” by Petkovski – Farside, 2011
21. “Agape Dub” by Luke Hess – Modelisme Records, 2009
22. “Glacial Valley” by Makam – Pariter, 2011
23. “The Time” by Vizar – Jato Unit Analog, 2011
24. “Libido” by Sean Palm and Charlie Mo – Railyard Recordings, 2008
25. “Ahck (Jichael Mackson Remix)” by Minilogue – Wir, 2007
26. “Altered State (Artificial Remix)” by Jason Vasilas – Tangent Beats, 2004
27. “Modern Times (Dub Mix)” by Hatikvah – Baalsaal, 2009
28. “That Day (Loudeast Black Label Remix)” by DJ Grobas – Thrasher Home Recordings, 2004
29. “The Hills (John Selway Dub)” by Filippo Mancinelli and Allen May – Darkroom Dubs, 2011
30. “Running Man” by Petar Dundov – Music Man Records, 2007
31. “Ice” by Monolake – Imbalance Computer Music, 2000
32. “Lucky Punch” by Peter Dildo – Trackdown Records, 2006
33. “Live Jam 1” by Rhauder – Polymorph, 2011
34. “Can U Hear Shapes?” by Pop Out and Play – Alola, 2001
35. “Be No-One” by Charles Webster – Statra Recordings, 2001

## Temi
A parte l'ovvio lavoro del DJ nei locali notturni, Kvadrat esplora i temi meno noti al pubblico: interminabili viaggi del DJ, lavoro eccessivo, privazione del sonno, autodistruzione, assurdo, solitudine, scopo dell'arte e stereotipi del musicista.

## Genere
Anatolij Ivanov ha collegato il genere road movie con video musicale, creando così una sorta di moderno techno-musical praticamente quasi senza dialoghi. Ha deliberatamente usato l'estetica del fiction durante le riprese del materiale documentario e ha eliminato i cliché del cinema documentario, al fine di creare una terza categoria tra fiction e documentario. In altre parole, Kvadrat è un film documentario, usando le tecniche del fiction, come l'esposizione, la metafora e il simbolismo di esprimere idee, suscitare emozioni e sollevare implicitamente le domande, rispetto ai metodi inerenti al documentario, quali la presentazione, interviste organizzate e esplicative voci fuori campo per dare esplicitamente delle informazioni.

## Uscita
Il film è uscito silenziosamente nel noleggio, apparendo prima in qualità 720p su Vimeo il 17 ottobre 2013, con sottotitoli in inglese, francese e russo, raccogliendo in totale 53 000 visualizzazioni. L'anteprima al cinema della versione 2K DCP era avvenuta durante il festival Kommt Zusammen a Rostock, in Germania, il 18 aprile del 2014.

## Accoglienza
Il pubblico e la stampa sono stati sorpresi dal rilascio segreto del film senza alcuna campagna di marketing.
I recensori hanno apprezzato l'estetica, atmosferico, musicale e le qualità meditative del film, il suo approccio realistico alla storia, e anche la decisione di abbandonare l'intervista tradizionale e la sperimentazione con il montaggio.